# Aliança d'Universitats Europees
L'Aliança d'Universitats Europees és una iniciativa de la Comissió Europea per desenvolupar l'espai europeu d’educació superior, en sinergia amb l'espai europeu de recerca. Les aliances es duen a terme en el marc del programa Erasmus+, amb l'objectiu d'enfortir la integració i la visibilitat de l'educació i la recerca europees. Una aliança europea ha d'incloure almenys tres institucions d'educació superior de tres estats membres de la UE o tercers països associats al programa Erasmus+.
Es tracta d'un seguit d'aliances transnacionals d’institucions d’educació superior orientades a desenvolupar una cooperació estructural i estratègica a llarg termini en els àmbits de l’educació, la recerca i la innovació. Entre els objectius principals d’aquestes aliances trobem impulsar la transformació de l’educació superior a Europa i construir les universitats del futur.

## Història
El procés de Bolonya iniciat el 1998 va donar lloc a la creació d'un Espai Europeu d'Educació Superior (2010) amb l'objectiu d'harmonitzar els sistemes nacionals d'educació superior (incloent l'establiment dels tres cicles de grau-màster-doctorat (LMD) i crèdits transferibles ECTS) . Aquest procés va comptar amb el suport de la Unió Europea amb els programes de mobilitat Erasmus i Erasmus+. Tot i això, encara manquen projectes conjunts com la creació de graus o màsters europeus.
Amb l'objectiu de facilitar una millor col·laboració institucional, l’any 2017, a la Cimera del Consell de la UE a Göteborg, es va promoure la creació d' aliances d’universitats europees, que des de llavors han anat creixent.
- Juny de 2019: es va dur a terme la primera convocatòria de projectes: de 54 sol·licituds rebudes, les primeres 17 universitats europees seleccionades en representació de 114 establiments d'educació superior de 24 estats membres.

- Juliol de 2020: segona convocatòria de projectes: 62 sol·licituds rebudes, 24 noves universitats europees seleccionades en representació de 165 establiments d'educació superior de 26 estats membres i altres països.
- Juliol de 2022, tercera convocatòria de projectes també oberta a aliances al final del contracte: 4 noves universitats europees i 16 renovacions seleccionades.
- Al final de la quarta convocatòria de projectes, el juliol de 2023, es finançà una cinquantena d'universitats europees, amb la participació de 430 centres d'educació superior de 35 països.

A desembre de 2024 hi havia 64 aliances que reuneixen més de 560 institucions d’educació superior de tot Europa. L’any 2024 també es va crear la comunitat de pràctica FOREU4All. Aquesta comunitat reuneix les 64 aliances europees en una estructura única per compartir bones pràctiques i promoure la innovació dins de l’espai europeu d’educació superior.

## Participació catalana[1]
A Catalunya, 9 de les 12 universitats catalanes formen part d’una aliança, incloent-hi totes les universitats públiques de Barcelona, juntament amb l'Escola Superior de Música de Catalunya (ESMUC)  Les universitats catalanes participen en projectes que abasten un ampli ventall de disciplines acadèmiques i àmbits d’investigació. En total, les aliances en què participa Catalunya engloben 140 socis, dels quals 101 són institucions d’educació superior europees (incloent-hi les catalanes) i 39 són socis internacionals. Entre tots aquests països, és significativa la presència d’entitats d’Alemanya (hi participen 11 universitats d’aquest país), França (amb 9 universitats), Itàlia (7 universitats) i Països Baixos (6 universitats): 
- CHARM-EU (Universitat de Barcelona): liderada per la UB, se centra en un currículum multidisciplinari i basat en reptes, abordant temes com la sostenibilitat i els objectius de desenvolupament sostenible (ODS) de les Nacions Unides. L’objectiu principal és construir ponts entre educació, innovació i recerca, responent als grans reptes socials.
- ECIU (Universitat Autònoma de Barcelona): promou un enfocament innovador que es focalitza en la resolució de problemes a través de la col·laboració entre diversos agents socials, especialment en la creació de ciutats i comunitats sostenibles (objectiu 11 dels ODS de les Nacions Unides).
- AURORA (Universitat Rovira i Virgili): combina l’excel·lència científica amb la rellevància social, formant estudiants en habilitats i competències per abordar els grans reptes de la societat com a emprenedors i innovadors socials. També promou la recerca i la innovació responsables.
- ENGAGE.EU (Universitat Ramon Llull): focalitzada en ciències empresarials, econòmiques i socials, aquesta aliança vol ser una incubadora per impulsar el canvi social basat en la formació d’excel·lència i la col·laboració amb la societat, abordant els objectius de desenvolupament sostenible de les Nacions Unides.
- EUTOPIA (Universitat Pompeu Fabra): aliança inclusiva d’emprenedoria centrada en l’estudiant i enfocada al canvi, aposta per la recerca innovadora i un sistema integrat que connecta universitats, governs, empreses i societat per abordar reptes globals.
- UNITE! (Universitat Politècnica de Catalunya): té com a objectiu educar una nova generació d’estudiants europeus en ciència, tecnologia i enginyeria, amb una mentalitat emprenedora. Aquesta aliança integra les arts, el disseny, les ciències socials i els estudis empresarials amb els àmbits científics i tecnològics.
- IN.TUNE (Escola Superior de Música de Catalunya): focalitzada en la innovació en els estudis musicals i les arts. Aquesta aliança està compromesa amb el desenvolupament d’una estratègia conjunta a llarg termini amb una forta dimensió artística, afavorint una cooperació profunda en educació, recerca, innovació i servei a la societat.
- Across (Universitat de Girona): uneix universitats europees situades en ciutats mitjanes properes a les fronteres. Aquesta xarxa promou el desenvolupament regional i la innovació a través de la cooperació transfronterera i l’ús de solucions digitals per superar barreres geogràfiques i lingüístiques.
- OpenEU (Universitat Oberta de Catalunya): promou un enfocament educatiu digital, inclusiu i verd. L’aliança treballa per oferir una educació de qualitat accessible a tothom, alhora que dona suport a la transformació digital de les institucions d’educació superior a Europa.
- EUonAIR (Universitat Abat Oliba CEU): promou la millora de l’educació mitjançant la intel·ligència artificial arreu d’Europa. El consorci té l’objectiu de desenvolupar el campus virtual MyAI i crear solucions innovadores per integrar la IA en l’educació i la gestió universitària, de manera que promou l’educació basada en la IA i dona suport a la recerca oberta i la innovació.